# 贝唐库尔
贝唐库尔（法語：Béthencourt，法語發音：[betɑ̃kuʁ]）是法国上法蘭西大區北部省的一个市镇，属于康布雷区。

## 地理
贝唐库尔（50°8'11"N, 3°25'59"E）面积5.15 平方千米，位于法国上法蘭西大區北部省，该省份为法国最北部的省份及最长的省份，西北濒北海，西接加来海峡省，南至埃纳省和索姆省，东与比利时接壤。
与贝唐库尔接壤的市镇（或旧市镇、城区）包括：基耶维、维耶利、博蒙昂康布雷西、博瓦昂康布雷西、贝维莱尔、科德里。

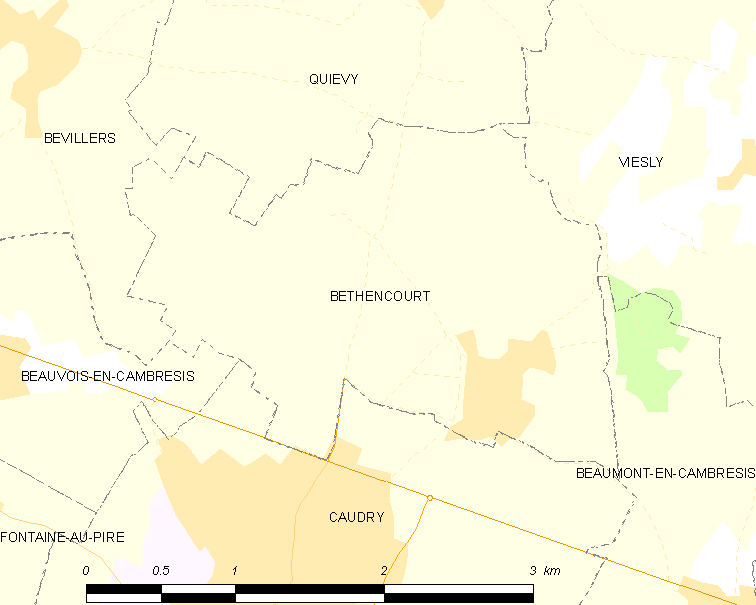
贝唐库尔的OSM定位图

贝唐库尔的时区为UTC+01:00、UTC+02:00（夏令时）。

## 行政
贝唐库尔的邮政编码为59540，INSEE市镇编码为59075。

## 政治
贝唐库尔所属的省级选区为科德里县。

## 人口

1962-2008年间贝唐库尔人口变化图示

贝唐库尔于2022年1月1日时的人口数量为697人。